# Mistrzostwa Ameryki U-20 w Piłce Ręcznej Kobiet 1998
Mistrzostwa Ameryki U-20 w Piłce Ręcznej Kobiet 1998 – trzecie mistrzostwa Ameryki U-20 w piłce ręcznej kobiet, oficjalny międzynarodowy turniej piłki ręcznej o randze mistrzostw kontynentu organizowany przez PATHF mający na celu wyłonienie najlepszej złożonej z zawodniczek do lat dwudziestu żeńskiej reprezentacji narodowej w Ameryce. Odbył się w dniach 5–8 sierpnia 1998 roku na Long Island. Tytułu zdobytego w 1997 roku broniła reprezentacja Brazylii.
Mistrzostwa były jednocześnie eliminacjami do MŚ 1999.
W finale zawodów Brazylijki wysoko pokonały Kanadyjki.

## Faza grupowa
| 5 sierpnia 1998 | Kanada U-20 | 33:9 | Stany Zjednoczone U-20 | Long Island |
| 5 sierpnia 1998 |             | 33:9 |                        | Long Island |

| 5 sierpnia 1998 | Brazylia U-20 | 54:8 | Portoryko U-20 | Long Island |
| 5 sierpnia 1998 |               | 54:8 |                | Long Island |

| 6 sierpnia 1998 | Kanada U-20 | 38:7 | Portoryko U-20 | Long Island |
| 6 sierpnia 1998 |             | 38:7 |                | Long Island |

| 6 sierpnia 1998 | Brazylia U-20 | 48:4 | Stany Zjednoczone U-20 | Long Island |
| 6 sierpnia 1998 |               | 48:4 |                        | Long Island |

| 7 sierpnia 1998 | Brazylia U-20 | 19:15 | Kanada U-20 | Long Island |
| 7 sierpnia 1998 |               | 19:15 |             | Long Island |

| 7 sierpnia 1998 | Portoryko U-20 | 16:12 | Stany Zjednoczone U-20 | Long Island |
| 7 sierpnia 1998 |                | 16:12 |                        | Long Island |

## Faza pucharowa
Mecz o 1. miejsce
| 8 sierpnia 1998 | Brazylia U-20 | 32:14 | Kanada U-20 | Long Island |
| 8 sierpnia 1998 |               | 32:14 |             | Long Island |

Mecz o 3. miejsce
| 8 sierpnia 1998 | Stany Zjednoczone U-20 | 17:15 | Portoryko U-20 | Long Island |
| 8 sierpnia 1998 |                        | 17:15 |                | Long Island |

## Klasyfikacja końcowa
| Miejsce | Reprezentacja          | Uwagi          |
| ------- | ---------------------- | -------------- |
| złoto   | Brazylia U-20          | awans: MŚ 1998 |
| srebro  | Kanada U-20            | awans: MŚ 1998 |
| brąz    | Stany Zjednoczone U-20 | -              |
| 4       | Portoryko U-20         | -              |